# Petr Pálenský
Petr Pálenský (* 1968, Brno, Československo) známý pod uměleckým jménem Poly je český zpěvák, kytarista, textař, publicista a překladatel. Je frontmanem rockové hudební skupiny Insania (zpěv, kytara, autor textů a hudby) a protagonistou dark country projektu Poly Noir. V roce 1989 byl pod přezdívkou Mr. Death kytaristou  black-metalové kapely Root.   

## Profesní kariéra
Narodil se v roce 1968 v Brně. Zde vystudoval Filozofickou fakultu Masarykovy univerzity, kde v roce 1992 dokončil magisterské studium moderní filologie se zaměřením na angličtinu a maďarštinu. Od roku 1993 se věnoval literárním překladům. Přeložil přibližně 50 knižních titulů pro významná česká nakladatelství, jako jsou Argo, Jota, Maťa a další. Zaměřoval se na beletrii i naučnou literaturu.
V oblasti dabingových překladů má Pálenský na kontě přibližně 160 celovečerních filmů, mezi něž patří například Ve stínu upíra, Frida, Ti druzí a Hříšné noci.
Jeho překlad románu Mordecaie Richlera Byl tu Šalomoun Gursky (Argo, 2004) byl zařazen do užšího výběru na Cenu Josefa Jungmanna.
V současnosti se živí jako copywriter.

## Hudební kariéra
V roce 1987 Pálenský spoluzaložil hudební skupinu Insania, která byla v roce 1988 zakázána ze strany StB. Kapela poté fungovala pod krycím názvem Skimmed.
V roce 1989 Pálenský pod přezdívkou Mr. Death nahradil kytaristu Petra „Crosse“ Kříže v black metalové kapele Root. Podílel se poté na poslední předlistopadové demonahrávce The Trial.
Po revoluci v roce 1990 vydala kapela Skimmed první nezávislou desku v tehdejším Československu s názvem New Insanity.

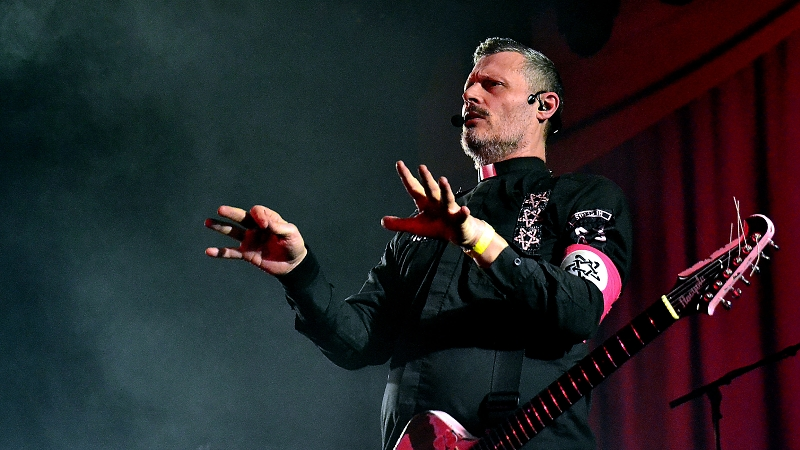
Petr Pálenský při koncertě kapely Insania v klubu Fléda v Brně (2025). Růžová páska na paži svým vzhledem připomíná pásky z nacistických uniforem. Vystoupení kapely však neobsahuje žádný ideologický odkaz – jde o součást kostýmní stylizace. Páska nese stylizovaný pentagram ve tvaru recyklačního symbolu a má parodický a satirický charakter, bez jakékoli souvislosti s nacismem či extremismem. Tento prvek záměrně pracuje s provokativní vizuální asociací a dodává vystoupení zlověstný a varovný rozměr, který koresponduje s temně kazatelským tónem textů kapely.

V roce 1992 se kapela vrátila ke svému původnímu názvu Insania, pod kterým působí dosud. Insania je držitelem čtyř cen Andělů (za album Rock'n'Freud z roku 2007 v kategorii hard’n’heavy, dvakrát za album Zapal dům poraž strom… z roku 2013 v kategoriích hard’n’heavy a punk & hardcore, a za album Grrrotesky z roku 2022 v kategorii rock). Získala také ocenění v anketě Břitva, kde hlasuje 69 rockových publicistů z 29 médií. Insania se žánrově pohybuje na pomezí crossoveru a elektro-metalu.
Pálenský se věnuje také scénické hudbě a spolupracuje s Československou filmovou společností, pro kterou vytvořil znělky pro televize Kinosvět a WAR TV.
V rámci svého projektu Poly Noir vydal 1. listopadu 2024 album s názvem K mýmu ohni nesedej, kde zpracovává tematiku westernů a surrealistických filmů.
Pálenského písňové texty se obecně vyznačují množstvím sarkasmu, ironie, provokace a černého humoru.

## Další aktivity
Texty, které Pálenský napsal pro Insanii, byly v roce 2019 vydány v rozsáhlé ilustrované publikaci s názvem Kacířův Kancionál. Kniha pomocí QR kódu nabízí přídavný skrytý obsah, který kapela rozšiřuje s vydáním každého dalšího alba.

## Diskografie

### S kapelou Insania
- R.U.Dead? (1992, demo)
- EP Vertigo (1993, Malárie rec.)
- CD Crossfade (1994, Malárie rec.)
- EP Caught Red-Handed (1995, několik labelů)
- CD God is Insane … Join Him! (1996, Taga rec.)
- EP Woodoo Astrology (1997, Taga rec.)
- CD Virtu-ritual (1998, Indies records)
- CD Recycling & Live in Seattle (2000, CBR)
- CD Tamto remixuje Insanii (2001, příloha Tamto)
- CD Trans-Mystic Anarchy (2001, Redblack)
- CD OUT (2004, Redblack)
- CD Rock’n’Freud (2007, Redblack)
- CD Kult hyeny (2010, X Production)
- CD Zapal dům poraž strom... (2013, X Production / Redblack)
- CD Na počátku byl spam (2017, X Production)
- CD GRRRoteskyGRRRotesky (2022, Smile Music Records)

### S projektem Poly Noir
- CD K mýmu ohni nesedej (2024, Smile Music Records)

## Seznam literárních překladů
| Autor                  | Titul                                | Vydavatelství  | Rok  |
| ---------------------- | ------------------------------------ | -------------- | ---- |
| Timothy Leary          | Infopsychologie                      | Jota           | 1997 |
| Timothy Leary          | Hra života                           | Jota           | 1998 |
| Timothy Leary          | Neuropolitika                        | Jota           | 1999 |
| Robert Anton Wilson    | Ištařin návrat                       | Maťa           | 2000 |
| Stephen E. Ambrose     | Bratrstvo neohrožených               | Jota           | 2002 |
| Mordecai Richler       | Učňovská léta Duddyho Kravitze       | Argo           | 2003 |
| Mordecai Richler       | Byl tu Šalomoun Gursky               | Argo           | 2004 |
| Sir Arthur Conan Doyle | Zapomenuté případy Sherlocka Holmese | Jota           | 2004 |
| Nicholas Murray        | Kafka                                | Jota           | 2006 |
| Simon Schama           | Krajina a paměť                      | Argo / Dokořán | 2007 |
| Stephen Law            | Filozofická gymnastika               | Argo / Dokořán | 2007 |
| Doris Lessingová       | Puklina                              | Jota           | 2008 |
| Michael Burleigh       | Třetí říše. Nové dějiny              | Argo / Dokořán | 2008 |
| Mordecai Richler       | Jezdec z Ulice sv. Urbana            | Argo           | 2009 |
| Tana Frenchová         | V lesích                             | Argo           | 2010 |
| Miguel Syjuco          | Ilustrado                            | Jota           | 2011 |
| Tana French            | Podoba                               | Argo           | 2011 |
| Tana French            | Na věrnosti                          | Argo           | 2012 |
| Tana French            | Ztracený přístav                     | Argo           | 2013 |
| Robert W. Chambers     | Král ve žlutém                       | Argo           | 2014 |
| Margaret Atwoodová     | Alias Grace                          | Argo           | 2018 |